# Mark Haskins
Mark Haskins (nacido el 25 de junio de 1988) es un luchador profesional inglés quien actualmente trabaja en Ring of Honor (ROH) y para diversas empresas independientes europeas. Haskins es conocido por sus apariciones en Progress Wrestling, Revolution Pro Wrestling, Defiant Wrestling, Dragon Gate, Pro Wrestling Guerrilla, International Pro Wrestling: United Kingdom y Total Nonstop Action Wrestling (TNA).
Haskins ha sido una vez campeón mundial al ser Campeón Mundial de Progress. También fue dos veces Campeón Peso Crucero Británico de RPW, una vez Campeón en Parejas de Progress con Jimmy Havoc (en una ocasión) y dos veces Campeonato Indiscutible Británico por Parejas de RPW

## Carrera

### Primeros años (2006-2007)
Haskins debutó el 22 de julio de 2006 para FWA Academy al asociarse con Tom Langford, quien derrotó a Mark Sloan y Ollie Burns. Estuvo involucrado en su primer partido de jaula solo días después de su debut en la derrota ante Mark Sloan y Ollie Burns. Debutó para Premier Promotions el 7 de septiembre de 2006. Haskins continuaría luchando muchos partidos para Premier Promotions a lo largo de los años en su mayoría partidos de Reglas británicas. Formó parte del torneo número 1 de la FWA Academy Championship y llegó a las semifinales antes de ser eliminado por Max Voltage. Su último combate en la FWA Academy llegó a principios de 2007 al asociarse con Tommy Langford y derrotar a Doug Williams y Jake McCluskey.

### Circuito independiente (2007-2011)
Haskins debutó para International Pro Wrestling: United Kingdom el 1 de abril de 2007, con Dan James, Harry Mills y Tommy Langford derrotando a Ian Logan, Jake McCluskey, Jamie Brum y Wade Fitzgerald. Luego se uniría a The Chavs (Dan James y Harry Mills) en un esfuerzo por perder el 4 de abril de 2007. Haskins y Mills participaron en el juego de campeonato de seis equipos One Pro Wrestling para 1PW Tag Team Championship y también perdieron ante BritRage en un combate por el 4FW Tag Team Championship. En agosto debutó en Joint Promotions y Real Quality Wrestling. Participó en un Torneo del Campeonato Nacional Británico y llegó a los cuartos de final antes de ser derrotado por Terry Fraizer. Por una noche, el 13 de enero de 2008, cambió su nombre a Skins y perdió ante El Ligero.
Haskins se asoció con The Saint para enfrentarse a BritRage para 4FW Tag TEam Championship en febrero y perdió. Haskins ganó una batalla real: IPW: Campeonato del Reino Unido # 1, batalla real, solo para perder al campeón Martin Stone. En marzo perdió un 28 Man Royal Rumble en IPW: UK. Haskins y Bison Smith perdieron ante Kotaro Suzuki y Mitsuharu Misawa en el evento Noah vs. UK de A-Merchandise. Al hacer su debut con Irish Whip Wrestling el 6 de diciembre de 2008, venció a Red Vinny y The Ballymun Bruiser y Vic Viper por el RQW Cruiserweight Championship.

### Dragon Gate (2009-2011)
Haskins debutó en Dragon Gate en un evento conjunta con Westside Xtreme Wrestling el 31 de octubre de 2009, perdiendo ante The Young Bucks. El debut de Haskins en singles para Dragon Gate llegó solo un día después, derrotando a KAGETORA. El debut japonés de Haskins para Dragon Gate llegó el 6 de febrero de 2010 y fue derrotado por Don Fuji. Haskins se asoció con Super Shida para derrotar a Anthony W. Mori y Mentai Kid en el debut en Haskins TV. Aunque nunca se unió al grupo, Haskins formó un equipo con el stable WORLD-1 durante gran parte de sus primeros días en Dragon Gate. Haskins derrotó a Super Shenlong, que fue el partido 39 para Shenlong en su serie de 50 luchas seguidos, y lo derrotó nuevamente en un juego oscuro que fue el partido 40 para Shenlong.

### Total Nonstop Action Wrestling (2011-2012)
Haskins luchó en la gira europea de TNA en enero de 2011. Hizo otra aparición con TNA el 10 de julio de 2011 en Destination X, donde fue derrotado por su compatriota Douglas Williams. Haskins regresó a TNA en la edición del 11 de agosto de 2011 de Impact Wrestling, apareciendo en un segmento de backstage, donde Eric Bischoff introdujo nuevas reglas en la División X.
El 18 de agosto de 2011, TNA anunció que Haskins había firmado un contrato con la empresa. En el episodio de esa noche de Impact!, participó en un Gauntlet match para determinar las clasificaciones de la X Division. Después de eliminar a Alex Shelley y Robbie E en un combate, el mismo Haskins fue eliminado por Zema Ion, colocándolo en el sexto lugar en la clasificación. El 12 de febrero de 2012, Haskins regresó a Impact, perdiendo ante el Campeón de la División X de TNA Austin Aries e una lucha grabado en Londres. Durante la lucha, Haskins sufrió una conmoción cerebral y una lesión en el cuello, lo que lo dejó inactivo durante varios meses. Después de varios meses de inactividad, el 14 de septiembre de 2012, se informó que Haskins había abandonado TNA, luego de que la empresa optó por no renovar su contrato.

### Regreso al circuito independiente (2012-presente)
Aunque firmó con TNA, Haskins continuó actuando para empresas independientes británicas. Regresó al circuito independiente británico el 4 de febrero de 2012 en All Star Wrestling, donde perdió ante Dean Allmark y al día siguiente perdió nuevamente en la semifinal de un torneo de una noche. Haskins aparecería con frecuencia en International Pro Wrestling: Reino Unido, New Generation Wrestling y Southside Wrestling Entertainment. En Preston City Wrestling's Blood, Sweat and Beers, Haskins perdió ante T-Bone en un partido por el Campeonato de PCW que también incluyó a Johnny Moss. Los Thrillers se reunirían en IPW: UK No Escape 2012 y perdieron ante Project Ego (Kris Travis y Martin Kirby).

### Progress Wrestling (2013-presente)
Haskins primero compitió por Progress Wrestling en Chapter Seven, y rápidamente se hizo un nombre por sí mismo en la promoción como parte del stable de Torneo de Indy junto a Nathan Cruz, Rampage Brown, Sha Samuels y Martin Stone. Haskins y Cruz hicieron varios intentos para convertirse en Campeón en Parejas de Progress, pero finalmente no tuvieron éxito en todos los intentos. En la acción de individuales, Haskins se enfrentó a Ricochet y Zack Sabre Jr. en un Triple Threat Match en Chapter Nine. Una vez que Rampage Brown abandonó el grupo, él y Haskins se involucraron en una acalorada rivalidad que culminó en un No Disqualification match en Chapter Eighteen que Brown ganó.
Después de una ausencia de dos meses debido a una lesión, Haskins se convirtió en uno de los favoritos de los fanáticos, exhibiendo un estilo de lucha de MMA y un estilo de lucha orientado a la sumisión. Entró en el torneo inaugural Super Strong Style 16 en 2015, superando a Jack Gallagher en la primera ronda antes de perder ante el ganador del torneo Will Ospreay en los cuartos de final. Ganó el Thunderbastard Match 2015, pero no tuvo éxito en su intento posterior de ganar el Campeón Mundial de Progress de Ospreay en Chapter Twenty-One.

### Pro Wrestling Guerrilla (2016-2017)
El 27 de junio de 2016 se anunció que Haskins debutaría para Pro Wrestling Guerrilla participando en Battle of Los Angeles 2016 en septiembre de 2016. En el evento, Haskins venció a Cedric Alexander en la primera ronda y a Kyle O'Reilly en los cuartos de final antes de ser derrotado por el eventual ganador del torneo Marty Scurll en las semifinales.
Haskins hizo su regreso a PWG en mayo de 2017 cuando perdió ante Lio Rush. En septiembre, Haskins ingresó en la Battle of Los Angeles 2017 perdiendo en la primera ronda contra Travis Banks. Haskins compitió en el All Star Weekend 13, derrotando a Adam Brooks durante la Noche 1, pero perdiendo ante The Young Bucks junto a Morgan Webster en la Noche 2.

### Ring of Honor (2018-presente)
Haskins hizo su debut en Ring of Honor (ROH) en mayo de 2018, trabajando durante la gira Honor United. En agosto, ROH regresó al Reino Unido con su gira de 3 días Honor Re-United, donde Haskins ganó la Copa Internacional. En el tercer día, Haskins desafió al Campeón Mundial de ROH Jay Lethal, pero fue derrotado.
El 20 de diciembre de 2018, Haskins anunció que firmó un contrato con Ring of Honor. El 12 de enero de 2019, Juice Robinson, Mark Haskins, Bandido, David Finlay y Tracy Williams de Lifeblood derrotaron a Jay Lethal, Jeff Cobb, Jonathan Gresham, Dalton Castle y Flip Gordon cuando Castle se vio obligado a someter por Haskins. Los dos lados se enfrentaron antes de estrechar la mano.

## En lucha
- Movimientos finales
  - Bridging Fujiwara armbar
  - Sharpshooter[25]
- Movimientos en firma

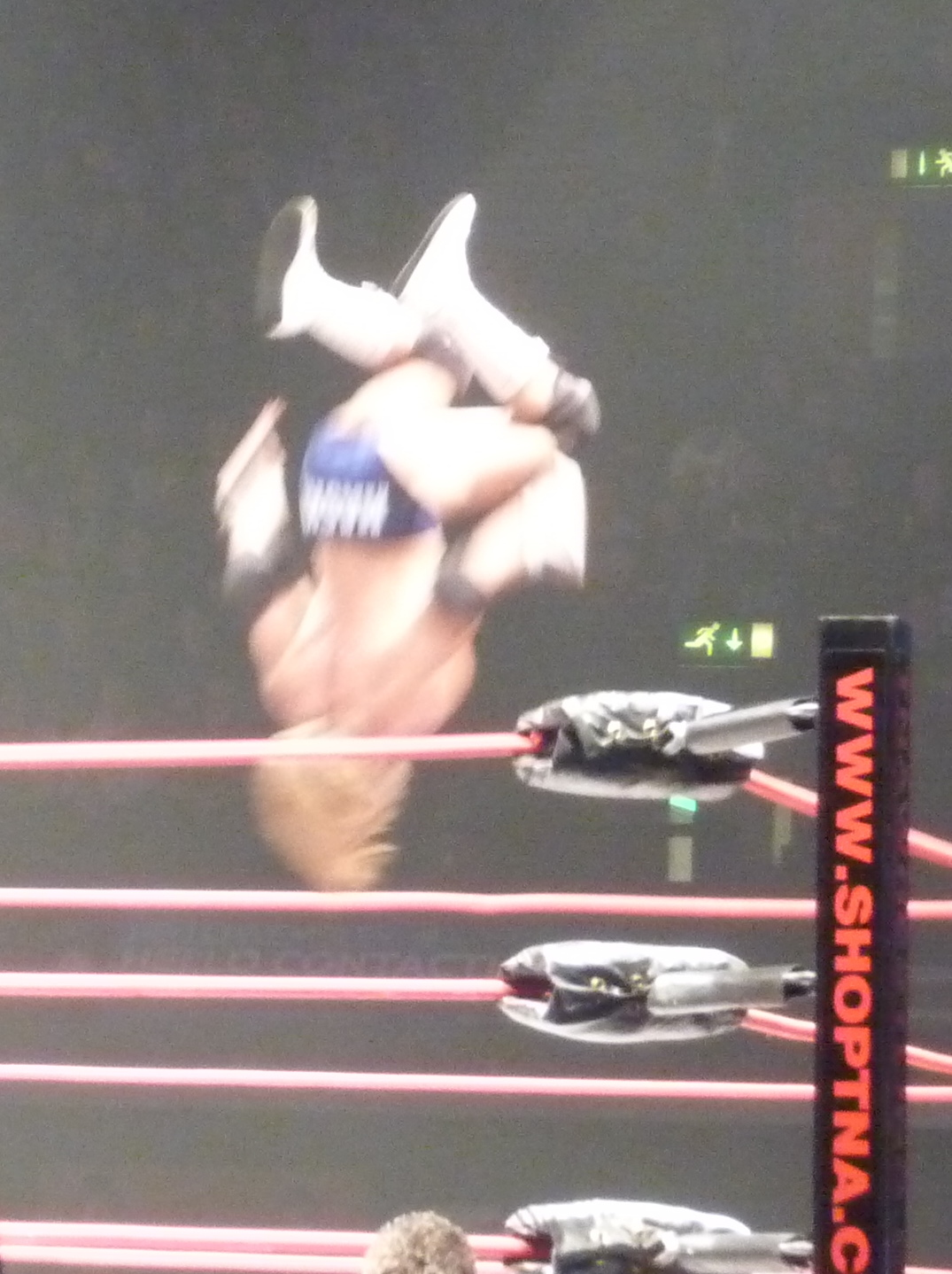
Haskins aplicándole un shooting star press

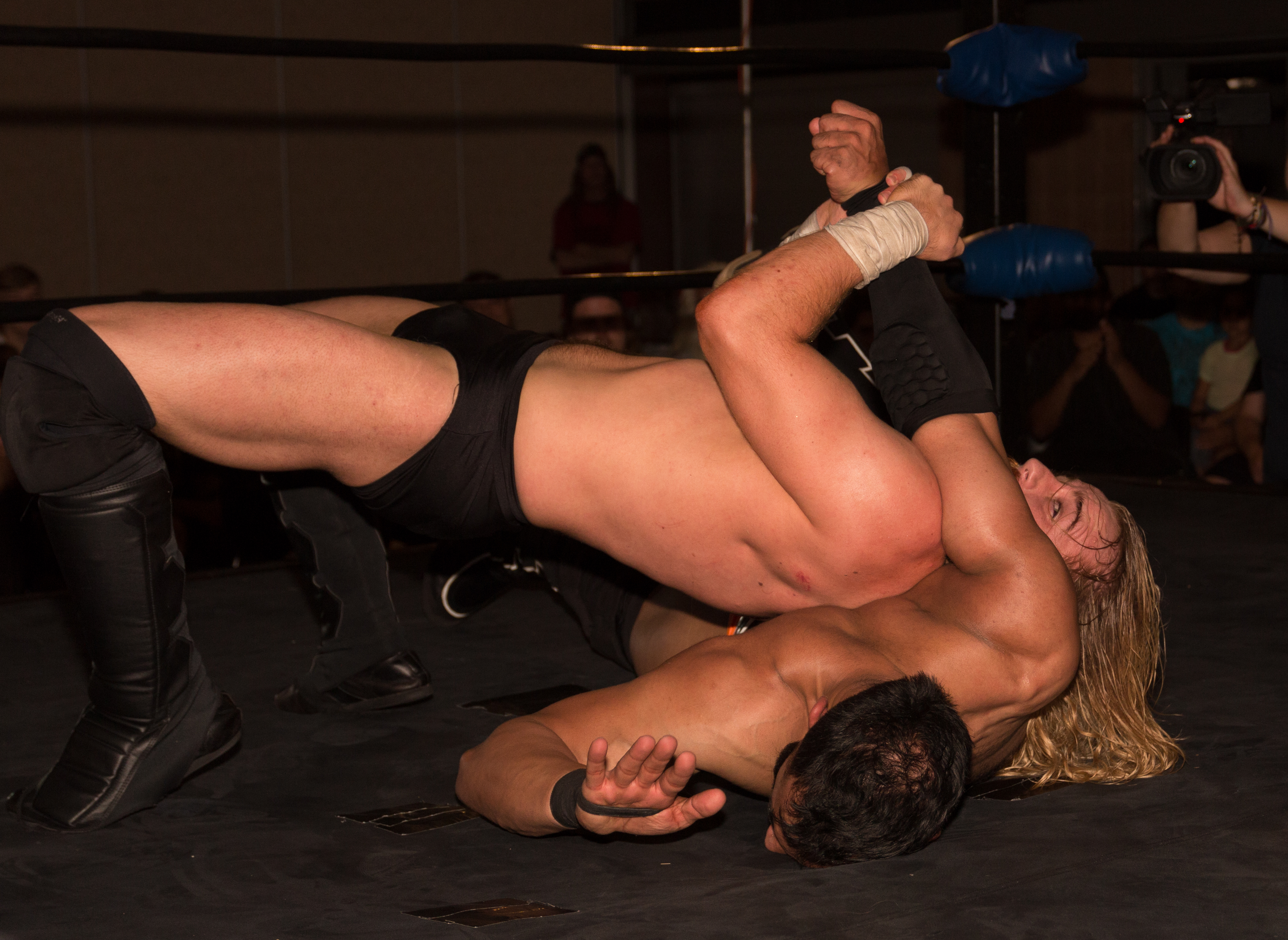
Haskins aplicándole un Star Armbar a Tarik

  - Cradle to the Grave (Pumphandle half nelson driver)[25]
  - Dropkick[25][26]
  - Headscissors takedown[25]
  - Inverted suplex cutter[25][26]
  - High-angle belly-to-back suplex[25][26]
  - Leg lariat[25]
  - Painkiller (Pumphandle lifted and dropped into a knee lift to the opponent's face)[27]
  - Rolling firemans carry deadlift into a Death Valley driver or Samoan driver
  - Shooting star press[25][26]
  - Spinning facebuster[25]
  - Springboard crossbody[25]
  - Star Kick (Jumping back kick)[2]
  - Stretch Muffler (Over-the-shoulder single leg Boston crab)[25]
  - Tilt-a-whirl backbreaker[25][26]
- Managers
  - Vicky Haskins
- Apodos
  - "The Star Attraction"[25]
  - "Evil Jesus"[25]

## Campeonatos y logros
- 4 Front Wrestling
  - 4FW Junior Heavyweight Championship (1 vez)[28]

- 5 Star Wrestling
  - 5 Star Wrestling Tap or Snap Championship (1 vez)[29]

- Defiant Wrestling
  - Defiant Tag Team Championship (1 time) – con Jimmy Havoc

- Fight! Nation
  - FNW British Championship (1 vez)[30]

- Frontline Wrestling
  - Frontline Heavyweight Championship (1 vez, actual)[31]
  - Frontline Heavyweight Title Tournament (2018)[32]

- Ironfist Wrestling
  - Ironfist British Championship (1 vez)[33]

- International Pro Wrestling: United Kingdom
  - IPW:UK World Championship (3 veces)
  - IPW:UK All England Championship (1 vez)
  - IPW:UK British Tag Team Championship (1 vez) – con Doug Basham, Joel Redman & Ricky Hype

- Lucha Forever
  - Lucha Forever Championship (1 vez)

- New Generation Wrestling
  - NGW Heavyweight Championship (1 vez)

- Over The Top Wrestling
  - OTT Gender Neutral Championship (2 veces, actual)[34]
  - OTT No Limits Championship (1 vez)[35]
  - Know Your Enemy Golden Ticket (2018)[36]

- Premier British Wrestling
  - King of Cruisers (2013)[37]

- Plex Rock 'n' Wrestling
  - Plex Wrestling British Championship (1 vez)

- Premier Promotions
  - Worthing Trophy (1 vez, actual)[38]
  - Ian Dowland Trophy (2009)[39]
  - PWF Tag Team Championship (1 vez) – with Mark Sloan[40]
  - Tag Team Championship Tournament (2009) – with Mark Sloan[39]

- Progress Wrestling
  - Progress World Championship (1 vez)
  - Progress Tag Team Championship (1 vez) – con Jimmy Havoc
  - Thunderbastard (2015)

- Real Quality Wrestling
  - RQW Tag Team Championship (1 vez) – con Joel Redman[40]
  - RQW Cruiserweight Championship (2 veces)[40]

- Revolution Pro Wrestling
  - RPW British Cruiserweight Championship (2 veces)
  - RPW Undisputed British Tag Team Championship (2 veces) – con Doug Basham, Iestyn Rees & Ricky Hype (1) y Joel Redman (1)[41]

- Ring of Honor
  - ROH International Cup (2018)[42]

- Smash Wrestling
  - Smash Wrestling Championship (1 vez)[43]
  - Gold Tournament (2017)

- Southside Wrestling Entertainment
  - SWE Heavyweight Championship (1 vez)[44]
  - SWE Speed King Championship (1 vez)[45][46]
  - SWE Tag Team Championship (1 vez) – with Robbie X[47]
  - Speed King Tournament (2016)[45]

- TNT Extreme Wrestling
  - TNT World Championship (1 vez, actual)

- Pro Wrestling Illustrated
  - Situado en el Nº181 en los PWI 500 de 2012[48]
  - Situado en el Nº327 en los PWI 500 de 2013[49]
  - Situado en el Nº240 en los PWI 500 de 2016[50]
  - Situado en el Nº43 en los PWI 500 de 2017[51]
  - Situado en el Nº148 en los PWI 500 de 2018[52]